# 安藤盟
安藤 盟（あんどう めい、1985年2月25日 - ）は、日本の女性タレント。東京都出身。姉は女優の安藤聖。所属はPRESENCE。

## 来歴
1999年4月から2000年3月までテレビ東京「おはスタ」のおはガールを務める。
高校卒業後、一旦芸能界を離れ、結婚し一児を出産したが離婚、その後再婚。2014年10月芸能活動を再開した。また、ベビーマッサージセラピストの資格を持っており、サロン「Daisy Baby」を経営する実業家の顔も持っている。現在はママタレの他にBEST BODY JAPANにも挑戦中

## 出演

### CM
- ベーリンガーインゲルハイムアニマルヘルスジャパン「フロントラインプラス」
- LINE WORKS
- ユニ・チャームペット マナーウェア
- タカラトミー「小学館の図鑑NEOGlobe」
- 小学館「ドラゼミ･ぷちドラゼミ」
- ｢トヨタ自動車ECOプロジェクト たんぽぽ編｣
- ｢消防庁｣（ポスター）

### 舞台
- ｢しあわせ色の青い空｣1993年8月 - 1994年1月公演。コミュニケーション・ミュージカル　洋子役に出演
- ｢鏡｣2000年1月27日 - 2月2日公演
- ｢ココスマイル２｣2001年11月2日 - 11月3日公演。早瀬奈緒役にて出演
- ｢サマーデイズ｣監督･林秀樹。2004年7月22日 - 7月25日公開

### テレビ
- おはスタ（テレビ東京　おはガール）
- LF+Rモーニング（2000年 - 2001年、BSフジ）
- バックステージパス（2000年 - 2001年、BSフジ）
- 15.0（2003年、BS朝日）テレビ[ラジオ] ラジオ･「ASIAN美少女FILE～プチドルスクール～」（有線）

### DVD
- 安藤盟 「Vanilla」[LCDV-20015][DVD]
- ワンナイシリーズvol.7　安藤盟
- BLUE SEASON [DVD]

### ラジオ
- ｢ASIAN美少女FILE～プチドルスクール～｣（USEN）

## 書籍

### 写真集
- Sister―安藤盟写真集〈テイアイエス〉ISBN 978-4886182395